# بانج
بانج (به انگلیسی: Bunge) شرکت صنایع غذایی برمودایی-آمریکایی است، که ریشه‌های تأسیس آن به راه‌اندازی شرکت آرژانتینی بانج ای بورن در سال ۱۸۱۸ بازمی‌گردد. ادوارد بانج در سال ۱۸۵۴ مقر شرکت را به شهر آنتورپ انتقال داد.
شرکت بانج امروزه یک شرکت بین‌المللی به‌شمار می‌آید، که به‌عنوان یکی از بزرگترین توزیع کنندگان سویا، غلات، دانه‌های روغنی، روغن، مارگارین، غذای حیوانات اهلی، کود و مواد شیمیایی فعالیت می‌نماید.
دفتر مرکزی این شرکت در وایت پلاینز، نیویورک، ایالات متحده آمریکا قرار دارد و بخشی از سهام آن در بازار بورس نیویورک معامله می‌شود. شرکت بانج هم‌اکنون دارای ۴۰۰ کارخانه تولید مواد غذایی، محصولات کشاورزی و صنایع شیمیایی در ۴۰ کشور جهان می‌باشد و پس از کمپانی‌های کارگیل و آرچر دانیلز میدلند، سومین شرکت در حوزه علوم و صنایع غذایی جهان محسوب می‌شود.